# 올버니 대학교
뉴욕 주립 대학교 올버니(University at Albany, State University of New York) 또는 올버니 대학교(University at Albany)는 미국 뉴욕주 올버니에 있는 공립 대학이다. 뉴욕 주립 대학교(SUNY) 시스템의 4개 종합대학 중 하나이다. 연구 활동의 평가 기준에서 카네기 고등 교육 기관 분류에 따라 R1 박사 과정 연구 대학으로 분류된다.

## 역사
보통학교 시기 (The Normal School, 1844-1890)

1844년, 19세기 미국 공립 초등학교 (the Common School) 신규 교사들을 양성하고, 기존 교사들을 재훈련시키기 위한 목적으로 뉴욕주가 2년제 학위과정의 보통학교(The Normal School)를 신설한 것이 오늘 날의 올버니 대학교의 시초가 되었다. 뉴욕주 각지에서 모여든 200-400여명의 예비 교사 혹은 기존 교사 신분의 학생들이 초등 교과목 및 교수법을 배웠다.
전환기 (A Period of Transition, 1890-1914)

1890년 무렵까지 뉴욕주 중등학교가 체계화되면서, 새로운 교사 양성 기관의 필요성이 함께 대두되었다. 이는 4년제 학제로의 개편, 신규 교수진, 신규 교과과정, 새로운 자격요건을 갖춘 학생집단 등을 필요로 했다. 초반의 노력은 성공적이지 못했지만, 1906년 이후 새로운 사명이 정의되고, 새 교과 과정의 초안이 입안되었으며, 새로운 건물들이 학교를 위해 헌정되었다.
교사 대학 시기 (The College for Teachers, 1914-1962)

1914년 보통학교가 "뉴욕 주립 교사 대학"(The New York State College for Teachers)으로 개명되었다. 그 목적이 뉴욕주의 초등교사에서 중등교사 양성으로 전환되었고, 교사로서의 직업 훈련이 보조가 되고 자유 학예 (Liberal Arts) 교육에 더 큰 초점이 맞춰지는 큰 변화가 있었다. 뉴욕 각지에서 모여든 예비 중등교사인 학생 수는 1,000 여명 수준에서부터 1960년 초에는 2,500 여명 수준까지 증가했다.)
올버니 대학교 시기 (The University Era, 1962-)

1950년대 후반, 사립 칼리지들과 종합대학교들의 증가가 뉴욕주의 교육 수요의 증가에 못 미치자, 뉴욕주는 주지사 Nelson A. Rockefeller의 주도 하에, 뉴욕 주립 대학교 시스템을 크게 확장하기로 결정했다. 이에는 올버니 대학교 등 4개의 종합대학교 센터를 세우는 등의 계획이 포함됐다. 1962년 현재의 교명인 올버니 대학교로 승격되었다. 올버니 대학교는 공립 연구 기관을 모델로 하였으며, 이는 다수의 학부생들에게 자유 학예 교육을 제공하며, 일반대학원 및 전문대학원 과정을 개발하고, 연구 역량을 갖추는 것을 의미했다. 1966년부터 건축학적으로 차별화된 신규 캠퍼스에 학생들과 교수진들이 상주하기 시작했다.

## 교육 및 연구

### 구성

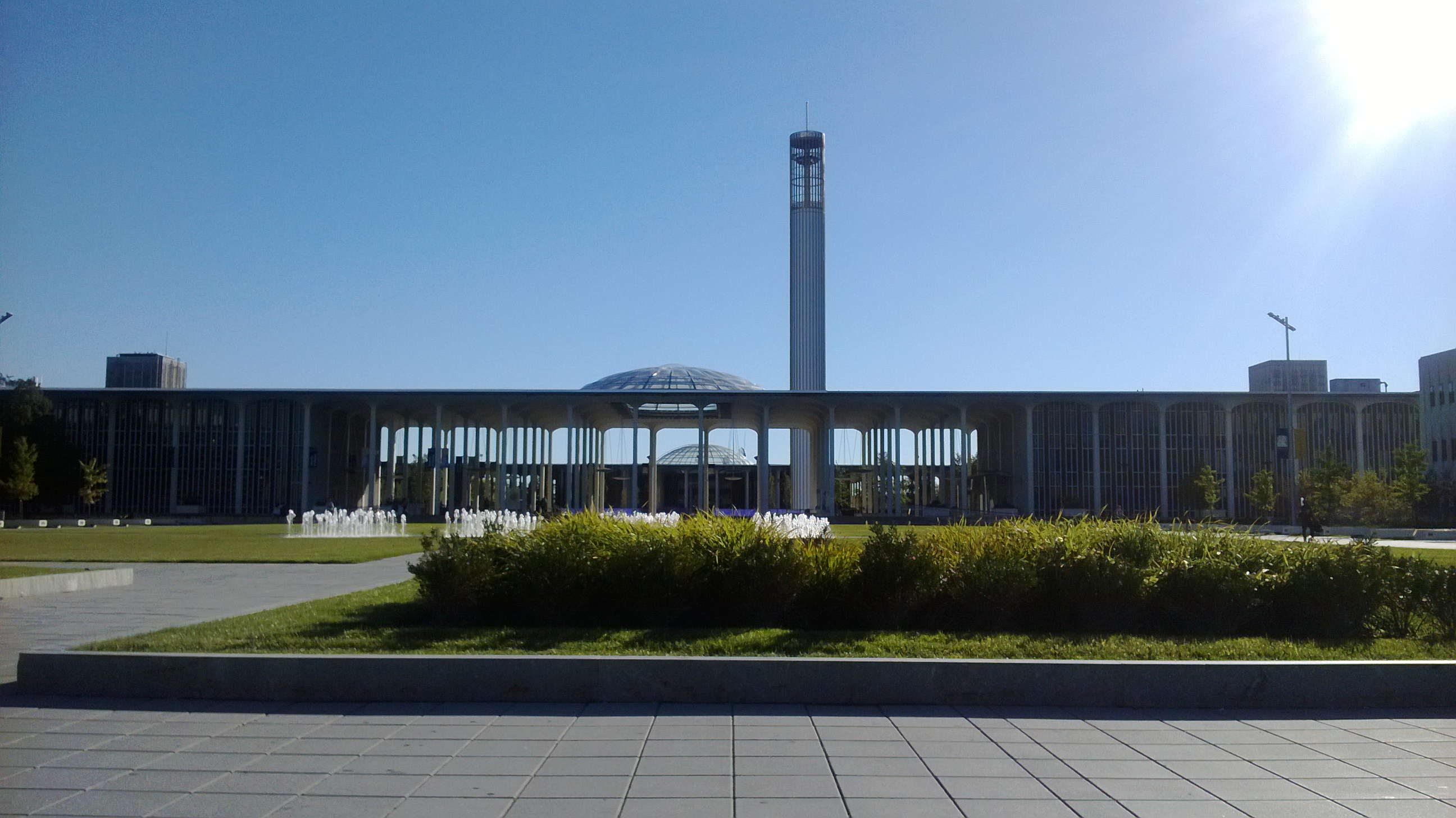
본관 건물

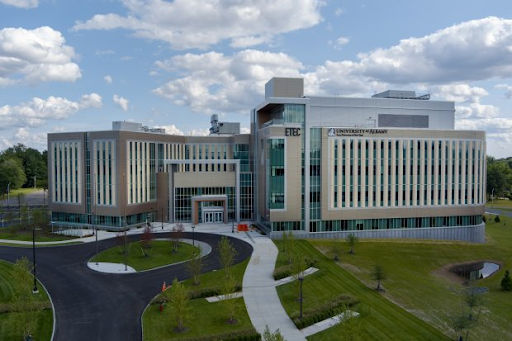
Emerging Technology and Entrepreneurship Complex

올버니 대학교는 9개의 칼리지 (Colleges) 및 대학 (Schools) 그리고 1개의 아너스 칼리지 (Honors College)로 구성되어 있다.
- 문이과 대학 (College of Arts and Sciences)
- 공학·응용과학 대학 (College of Engineering and Applied Sciences)
- 록펠러 공보·공공정책 대학 (Rockefeller College of Public Affairs and Policy)
- 경영대학 (School of Business)
- 범죄대학 (School of Criminal Justice)
- 교육대학 (School of Education)
- 비상사태대비·국토안보·사이버안보 대학 (College of Emergency Preparedness, Homeland Security and Cybersecurity)
- 보건대학 (School of Public Health)
- 사회복지대학 (School of Social Welfare)
- 아너스 칼리지 (The Honors College)

2015년부터는 올버니 로스쿨과 연계하여, 법학석사학위와 올버니 대학교의 석사학위를 공동으로 수여하는 프로그램을 운영중이다.
뉴욕주 대법관을 비롯한 항소법원 판사 및 다양한 법조인이 현직 교수로 강단에 서는 대학으로도 유명하다. 뉴욕주립대 올버니 범죄대학은 뉴욕에서 가장 많은 주 검사(State Attorney)를 배출한 대학이다.
한국의 연세대학교와 교환 학생 프로그램이 있다.
2021년에 ETEC (Emerging Technology and Entrepreneurship Complex)건물이 완공 되었다. ETEC는 올버니 대학교 역사상 가장 큰 연구 시설이다.

### 평가
2021년 《포브스》의 미국 최우수 대학 (Top Colleges) 순위 187위, 최고가치 대학 (Best Values Colleges) 순위에서 88위, 공립대학에서 87위, 연구대학에서 124위를 차지했다.
2018년 《U.S. 뉴스 & 월드 리포트》의 전미 대학 순위에서 140위, 미국 최고가치 (Best Values Schools) 대학 순위에서 82위, 미국 공립대학 순위에서 70위를 차지했다.
- 사회과학 및 인문학 분야 : 2018년 《U.S. 뉴스 & 월드 리포트》의 "프로그램 및 전공 평가" (Program and Specialty rankings) 기준.[20]
  - 범죄학: 2위
  - 사회학: 공동 36위
  - 경제학: 공동 90위
  - 영어: 공동 91위
  - 역사: 공동 91위
  - 정치과학: 공동 72위
  - 심리학: 공동 81위

- 공공행정 분야 : 2018년 《U.S. 뉴스 & 월드 리포트》의 "프로그램 및 전공 평가" 기준.[21]
  - 공공행정 프로그램: 공동 21위
  - 국토안보 및 비상사태관리: 공동 12위
  - 정보 및 기술경영: 공동 4위
  - 비영리 경영: 공동 14위
  - 공공재정 및 예산: 공동 17위
  - 공공 경영 및 리더십: 13위
  - 공공 정책 분석: 34위

- 도서관학 및 정보학 분야 : 2018년 《U.S. 뉴스 & 월드 리포트》의 "프로그램 및 전공 평가" 기준.[22]
  - 정보학부: 공동 22위

- 보건 분야 : 2018년 《U.S. 뉴스 & 월드 리포트》의 "프로그램 및 전공 평가"[23] 및 2019년 세계 대학 학술 랭킹 공중보건 분야[24] 기준
  - 임상 심리학 (Clinical Psychology) - 심리학과: 공동 57위[23]
  - 보건 (Public Health) - 보건대학원: 공동 46위[23], 미국 공립대학 중 8위. 미국 전체대학 중 공동 20위권, 세계 51-75위권.[24]
  - 사회 사업 (Social Work) - 사회복지 대학: 공동 44위[23]

- 교육 분야 : 2018년 《U.S. 뉴스 & 월드 리포트》의 "프로그램 및 전공 평가" 기준.[25]
  - 교육대학: 공동 66위

## 동문 및 교수

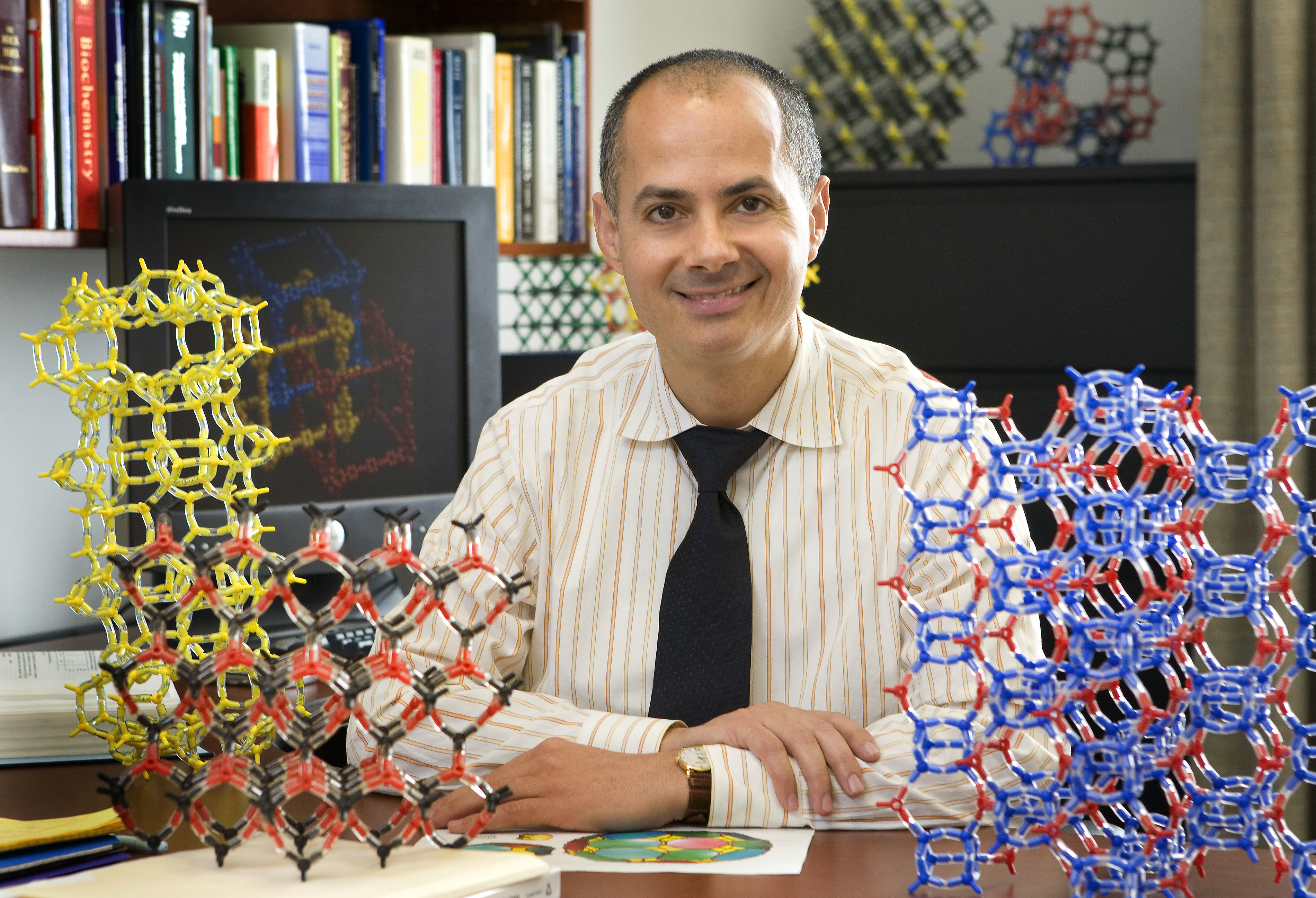
오마르 야기. 2018년 울프상 화학 부문 수상자
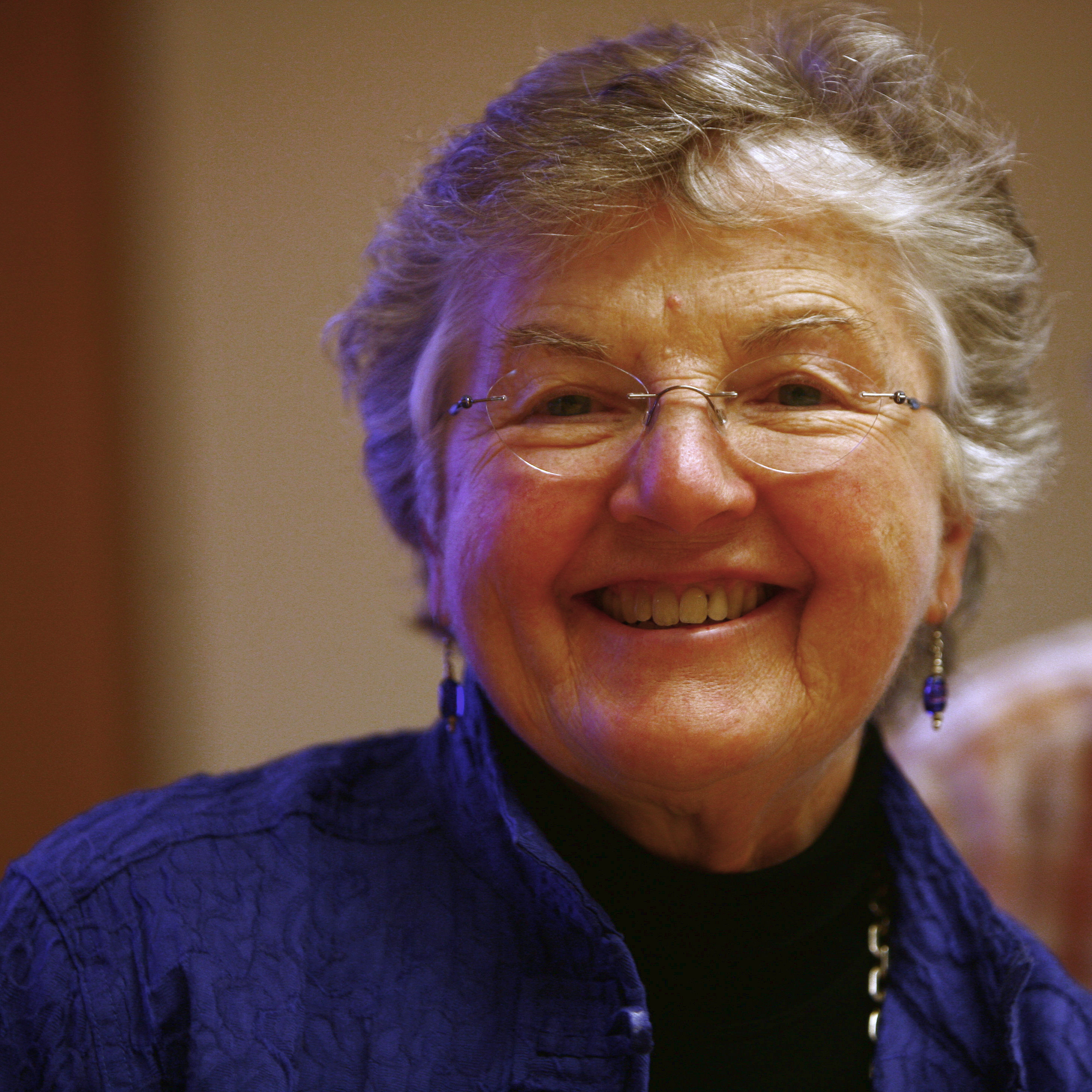
프랜시스 앨런. 2006년 튜링상 수상자
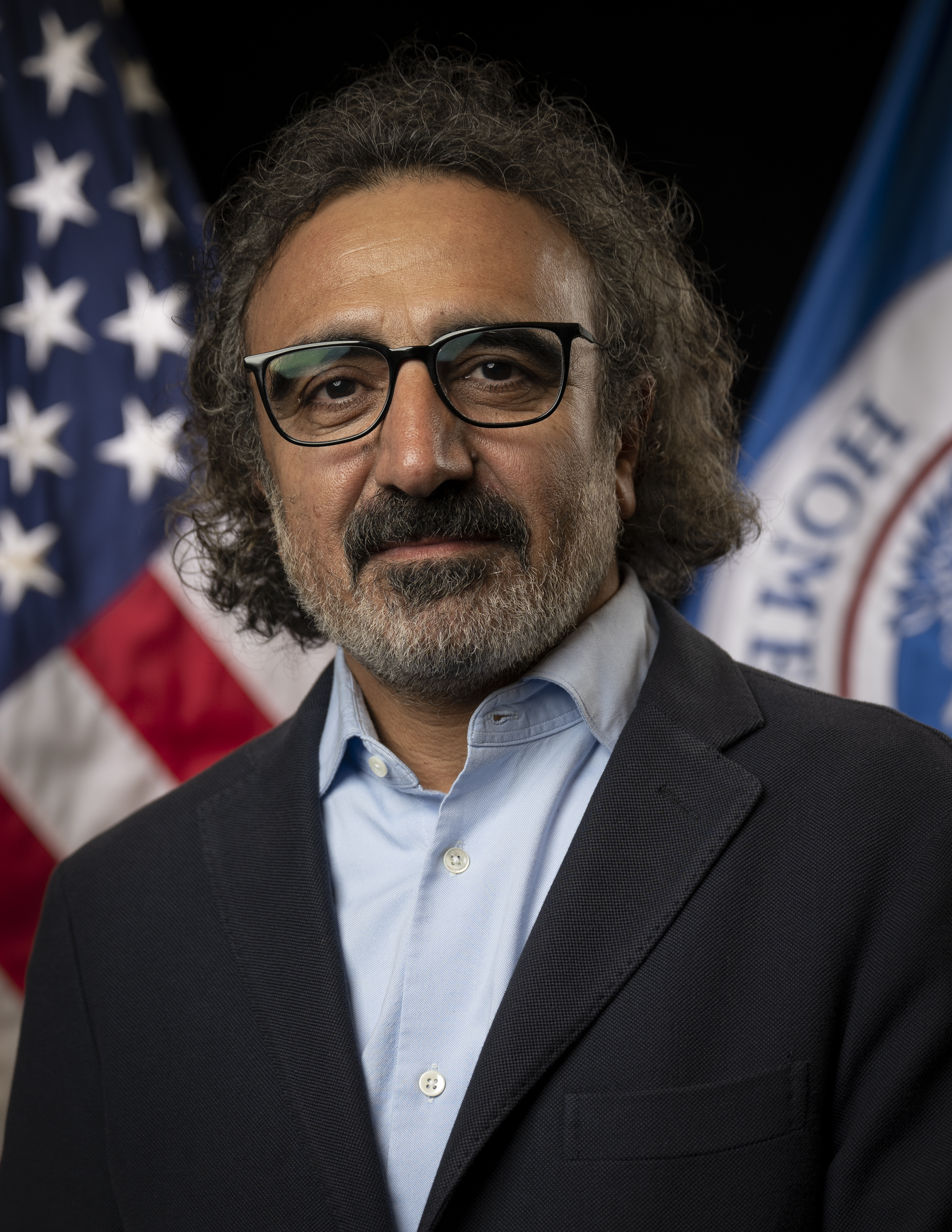
Hamdi Ulukaya. Chobani 사의 CEO
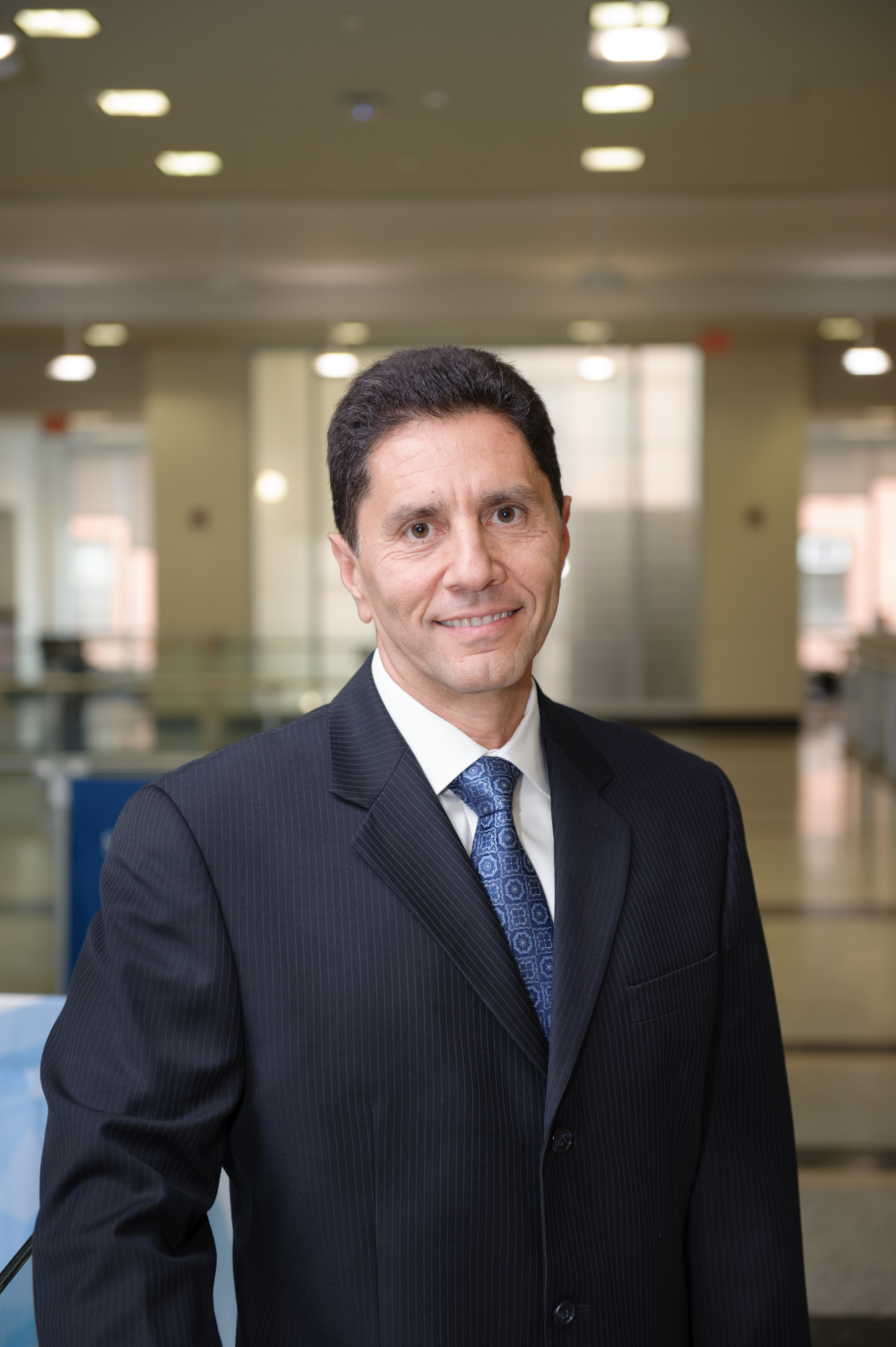
Herman Aguinis. 조지 워싱턴 대학교 교수

- 동문
  - 오마르 야기 (Omar M. Yaghi) : 화학자. 캘리포니아 대학교 버클리 화학과 교수. 2018년 울프상 화학 부문 수상자.
  - 프랜시스 앨런 : 컴퓨터 과학자. 2006년 튜링상 수상자.
  - 후안 오를란도 에르난데스 : 온두라스의 대통령.
  - 박승 : 전 한국은행 총재
  - 장하성 : 대한민국 청와대 전 정책실장, 현 주중대사
  - 장영식 : 한국전력공사 사장
  - 이창원 : 제10 대 한성대학교 총장
  - 아콰피나 : 한국계 코미디언 배우, 2019년 골든 글로브상 여우주연상 수상 (아시아계 미국인 최초)
  - Hamdi Ulukaya: Chobani 사의 CEO
  - Steven Berkowitz: Microsoft 부회장
  - Tony Vinciquerra: FOX 전 CEO, SONY Pictures회장
- 교수
  - 토니 모리슨  : 알베르트 슈바이처 인문학 석좌교수 (1984-). 1993년 노벨 문학상 수상자
  - 리처드 스턴스 : 컴퓨터과학과 명예교수. 1993년 튜링상 수상자
  - 윌리엄 케네디 : 영문학과 교수. 1984년 퓰리처상 소설 부문 수상자
  - 요아힘 프랑크  : 생의학과 교수. 생물리학자, 2017년 노벨 화학상 수상자

## 갤러리

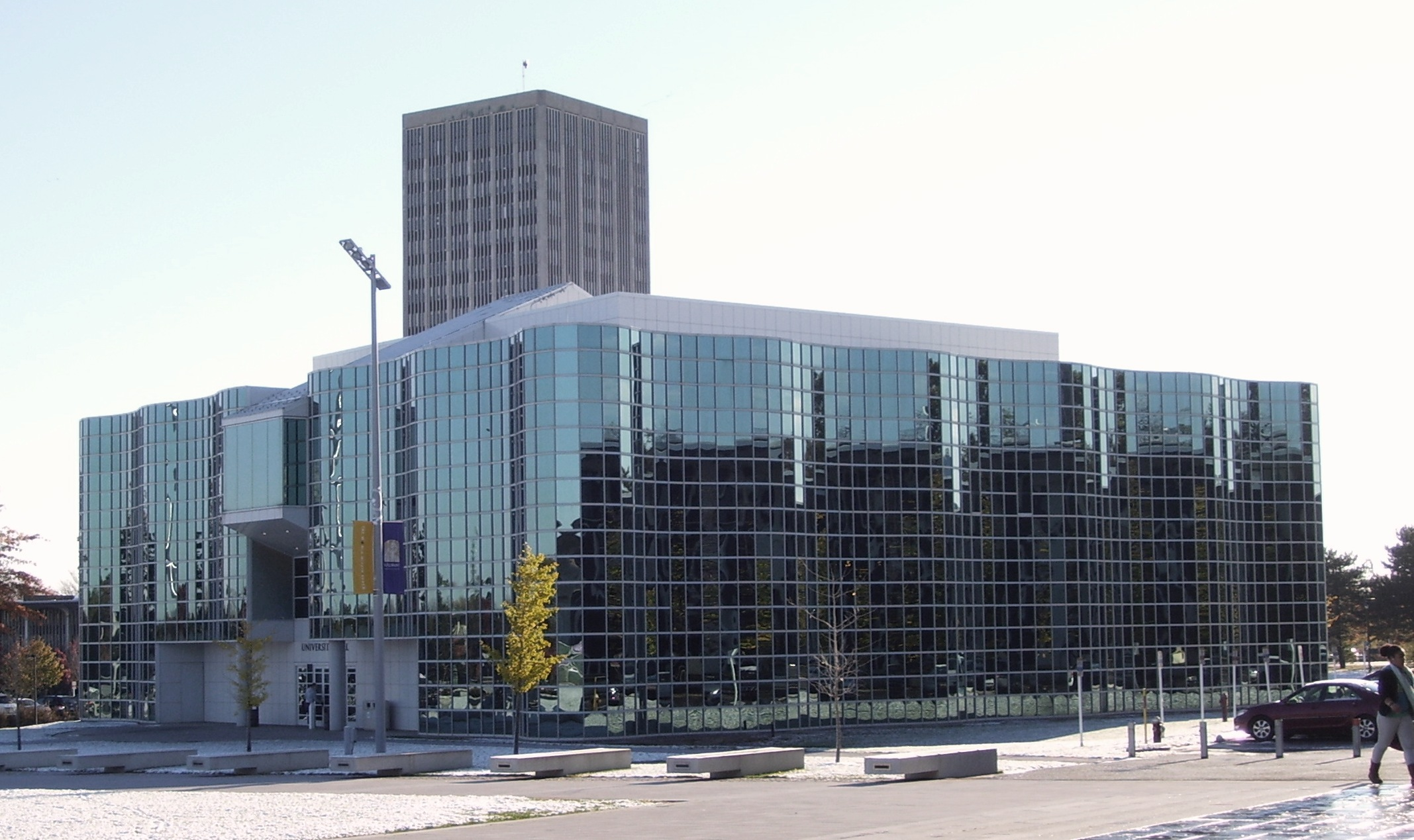
University Hall
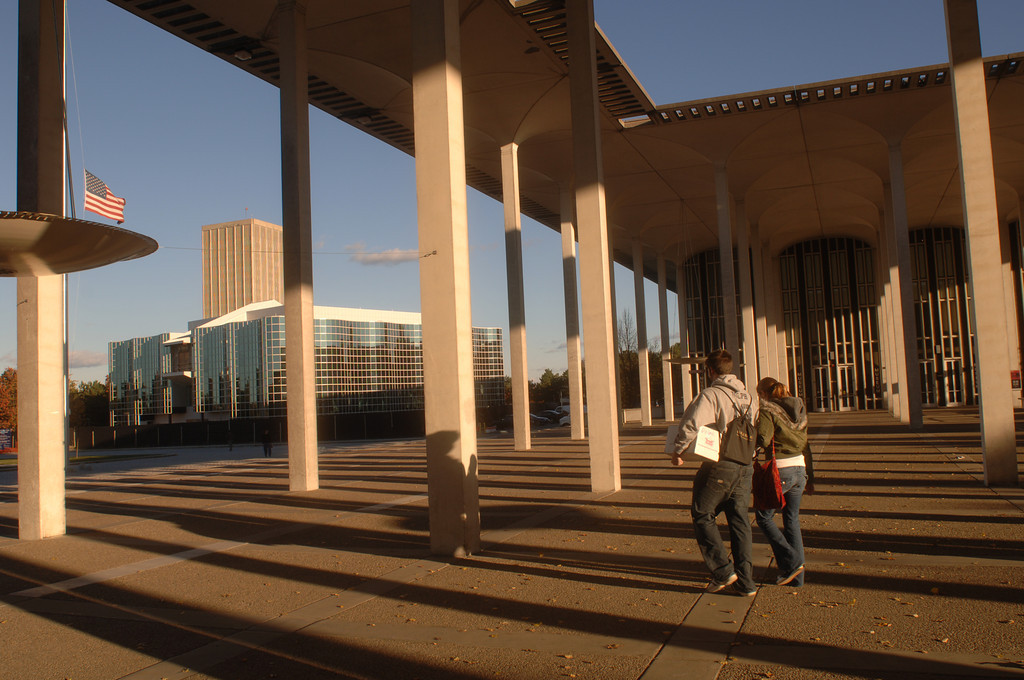
Academic Podium
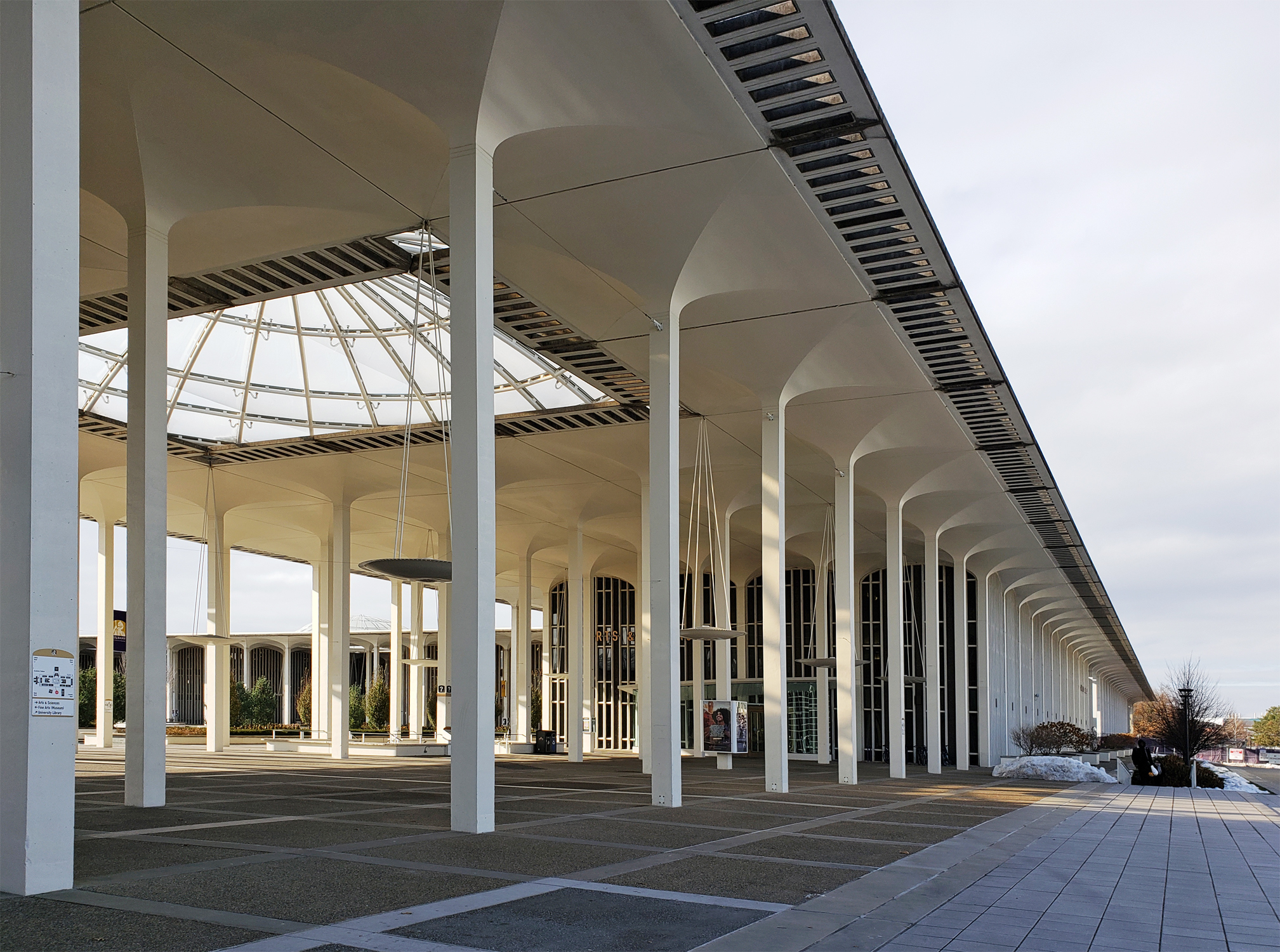
Academic Podium
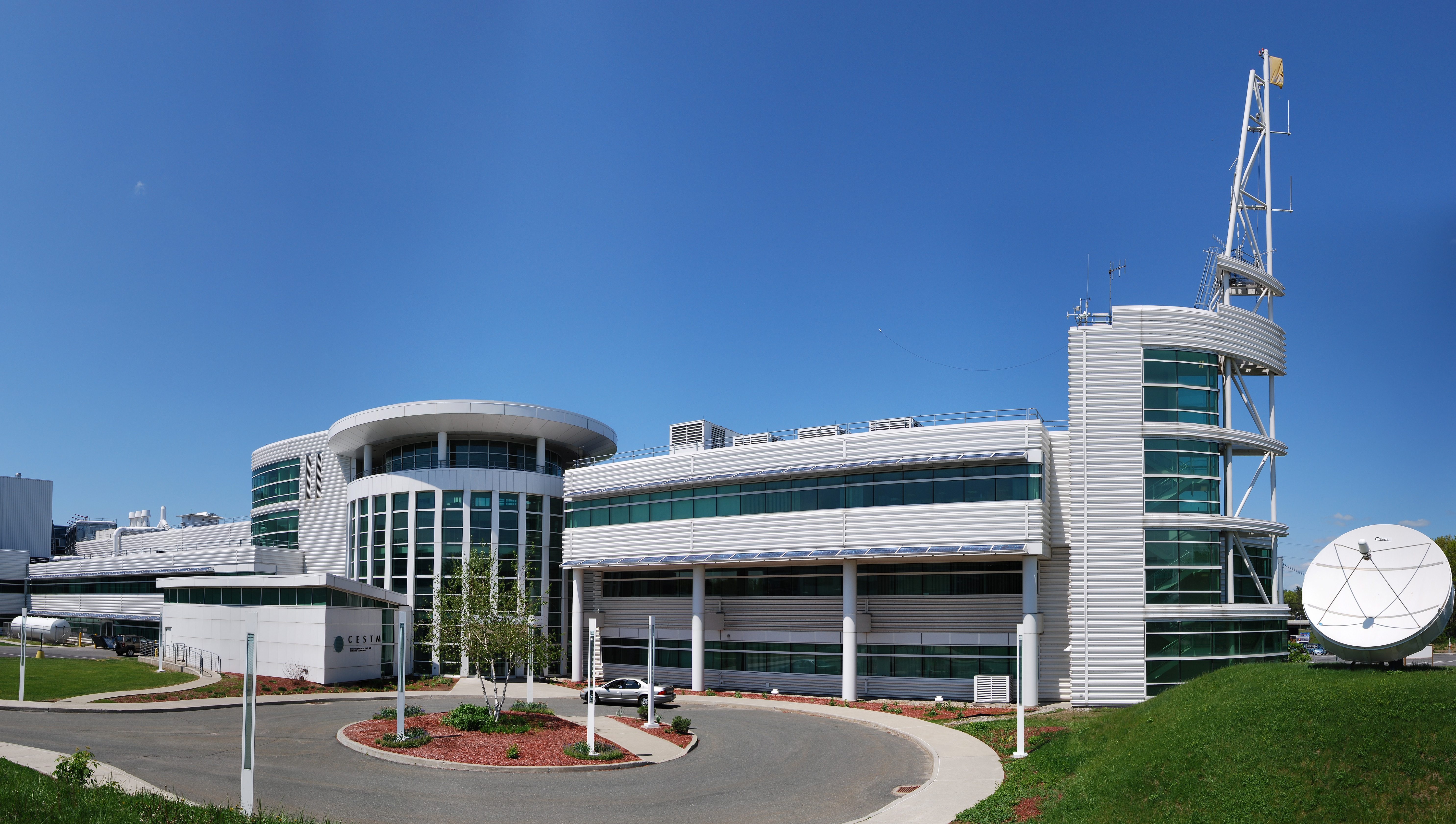
Center for Emerging Sciences and Technology Management
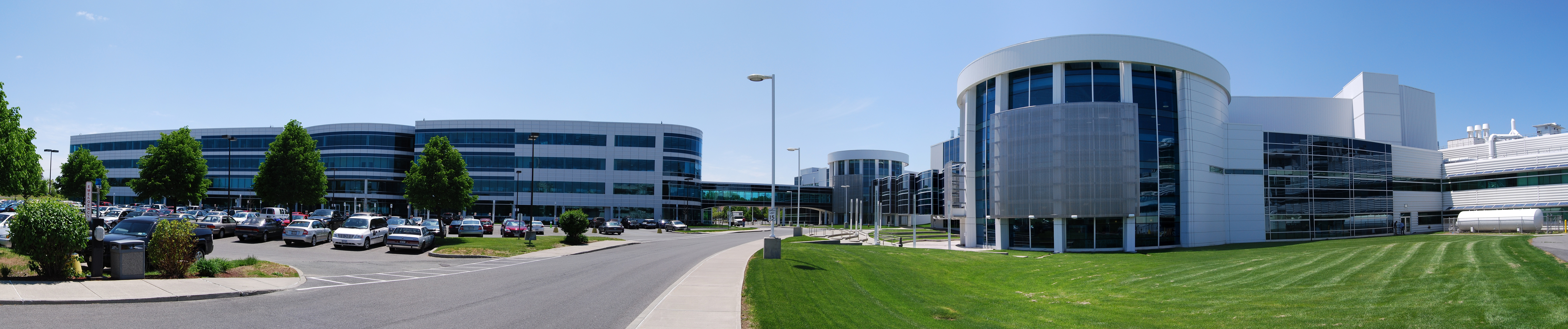
College of Nanoscale Science and Engineering
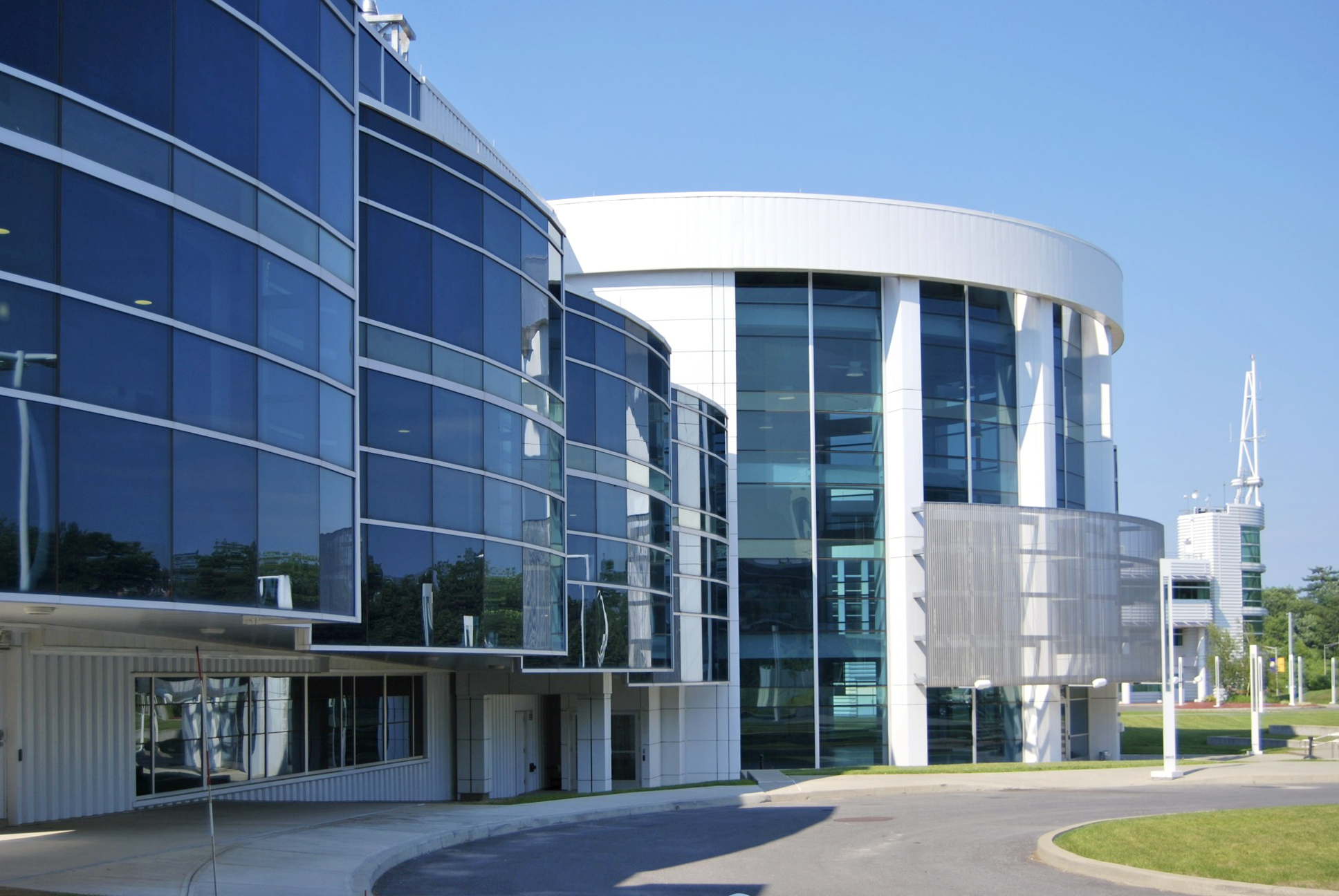
College of Nanoscale Science and Engineering
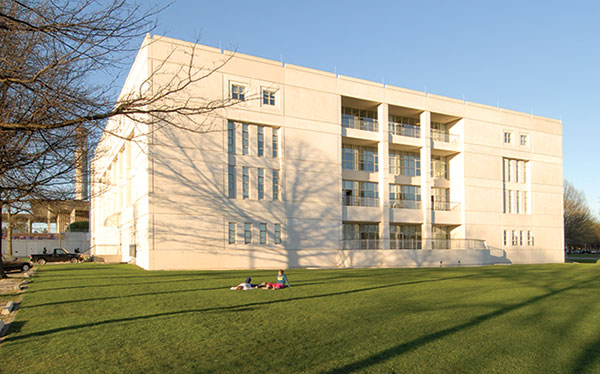
과학 도서관
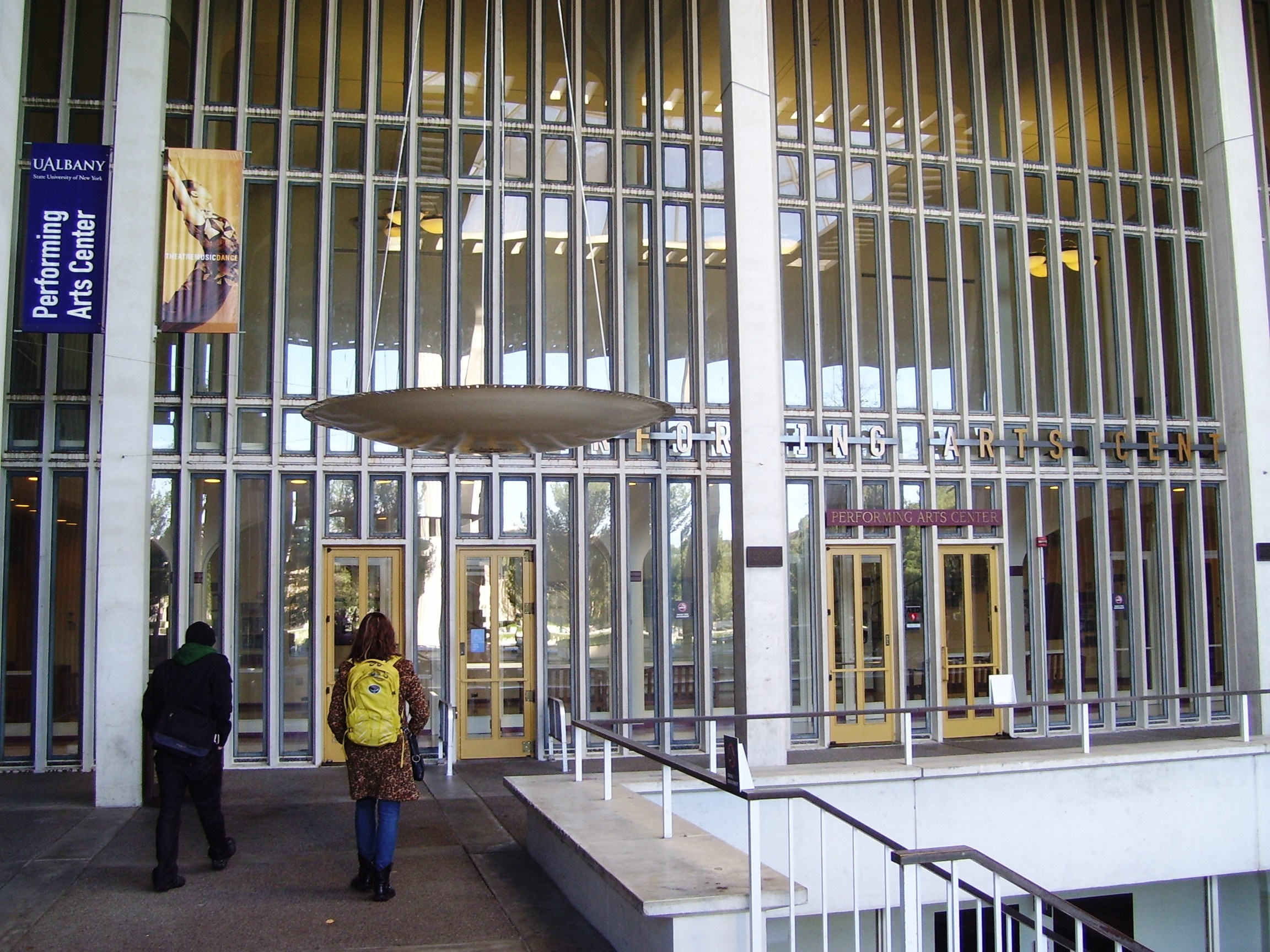
Performing Arts Center
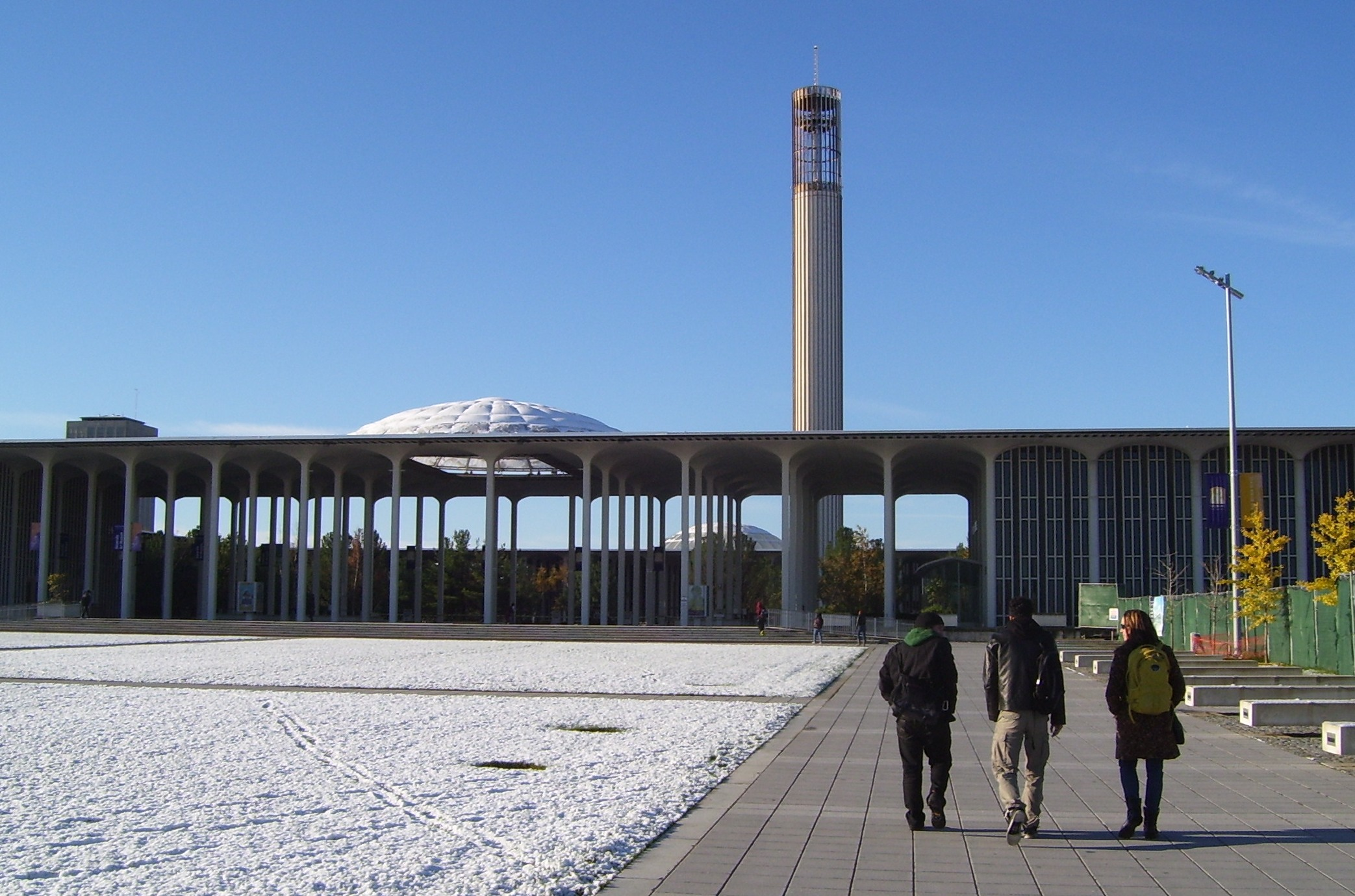
Academic Podium
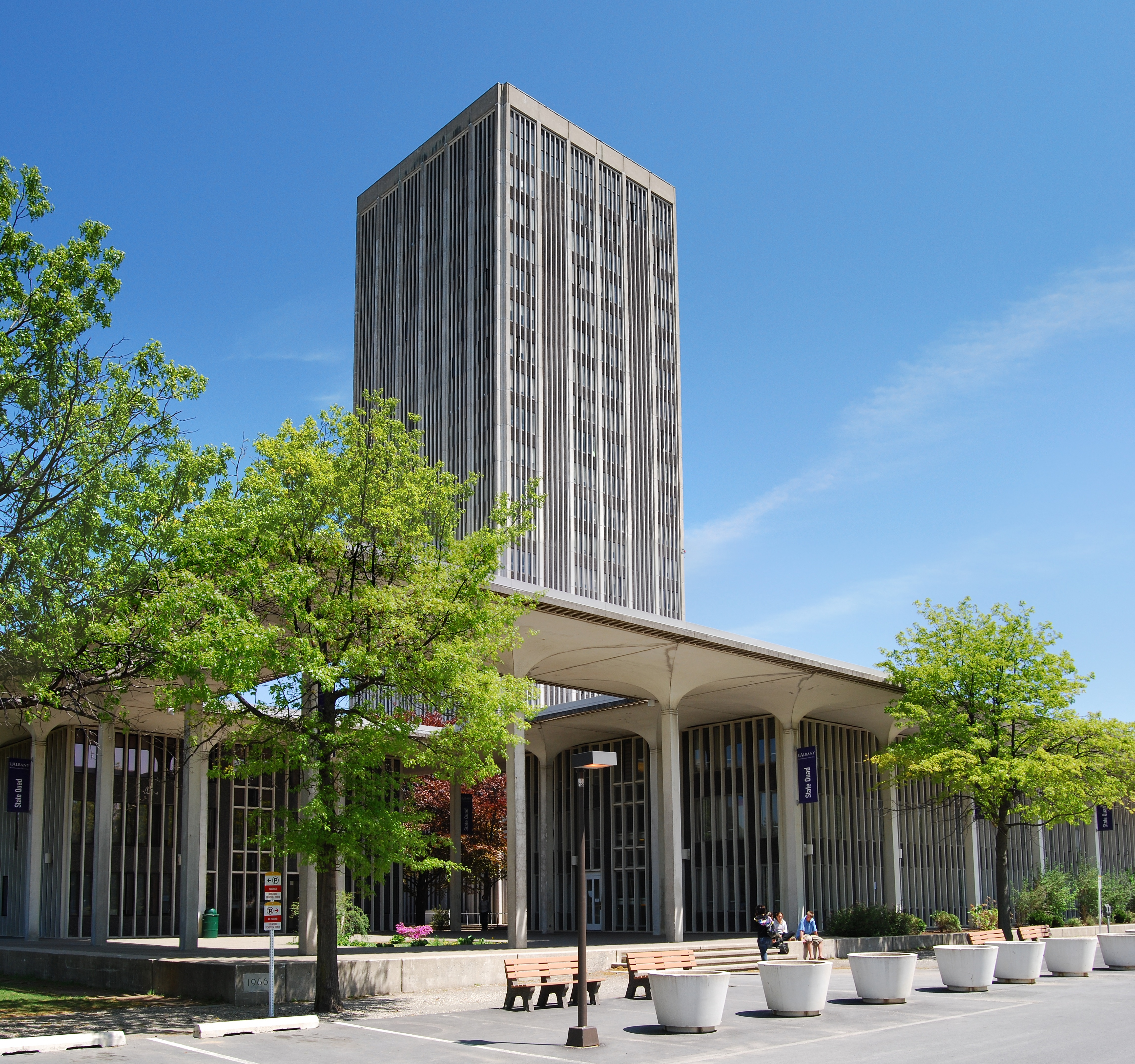
State Quad 기숙사
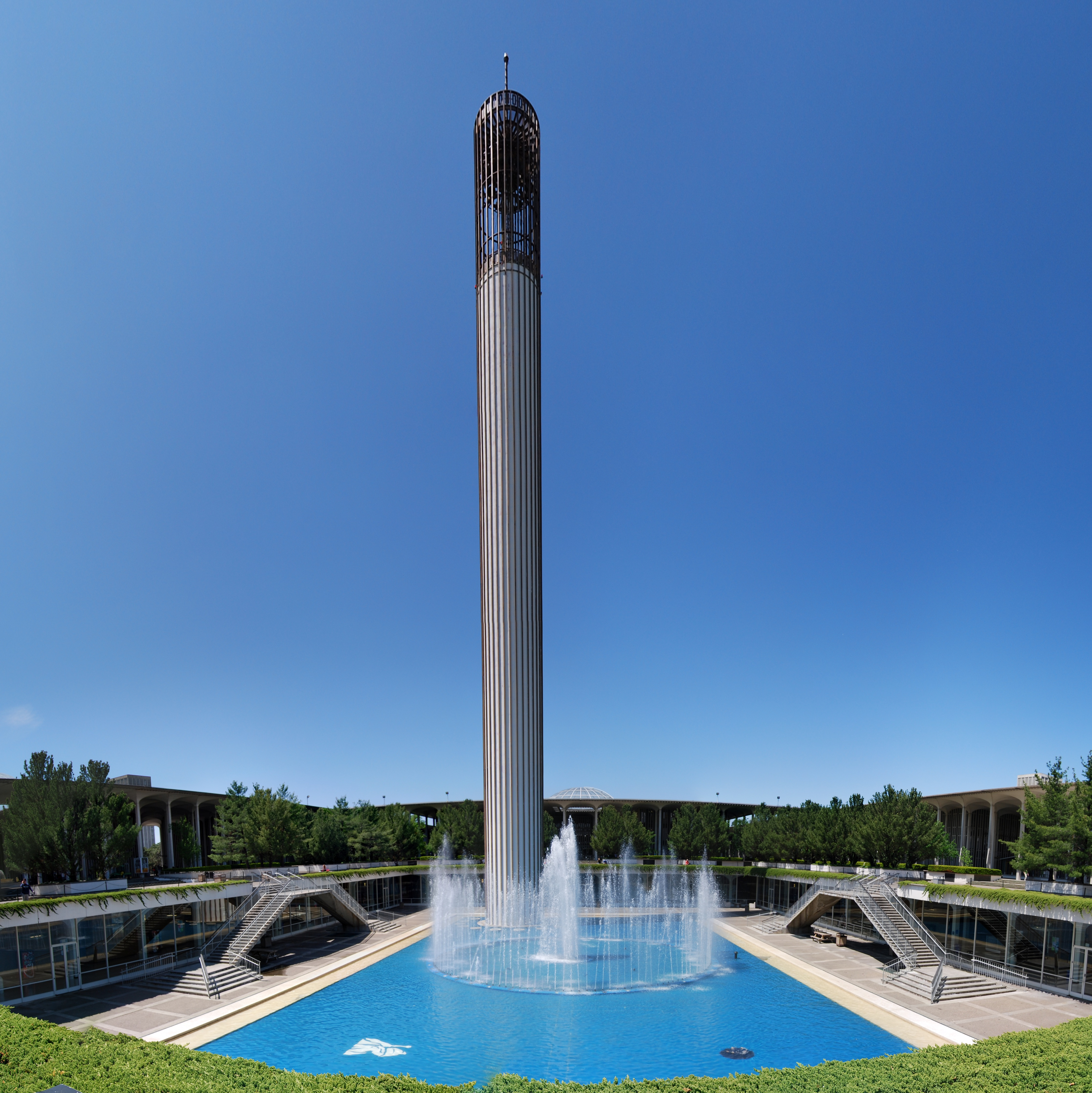
본관내의 분수
대학교 전경
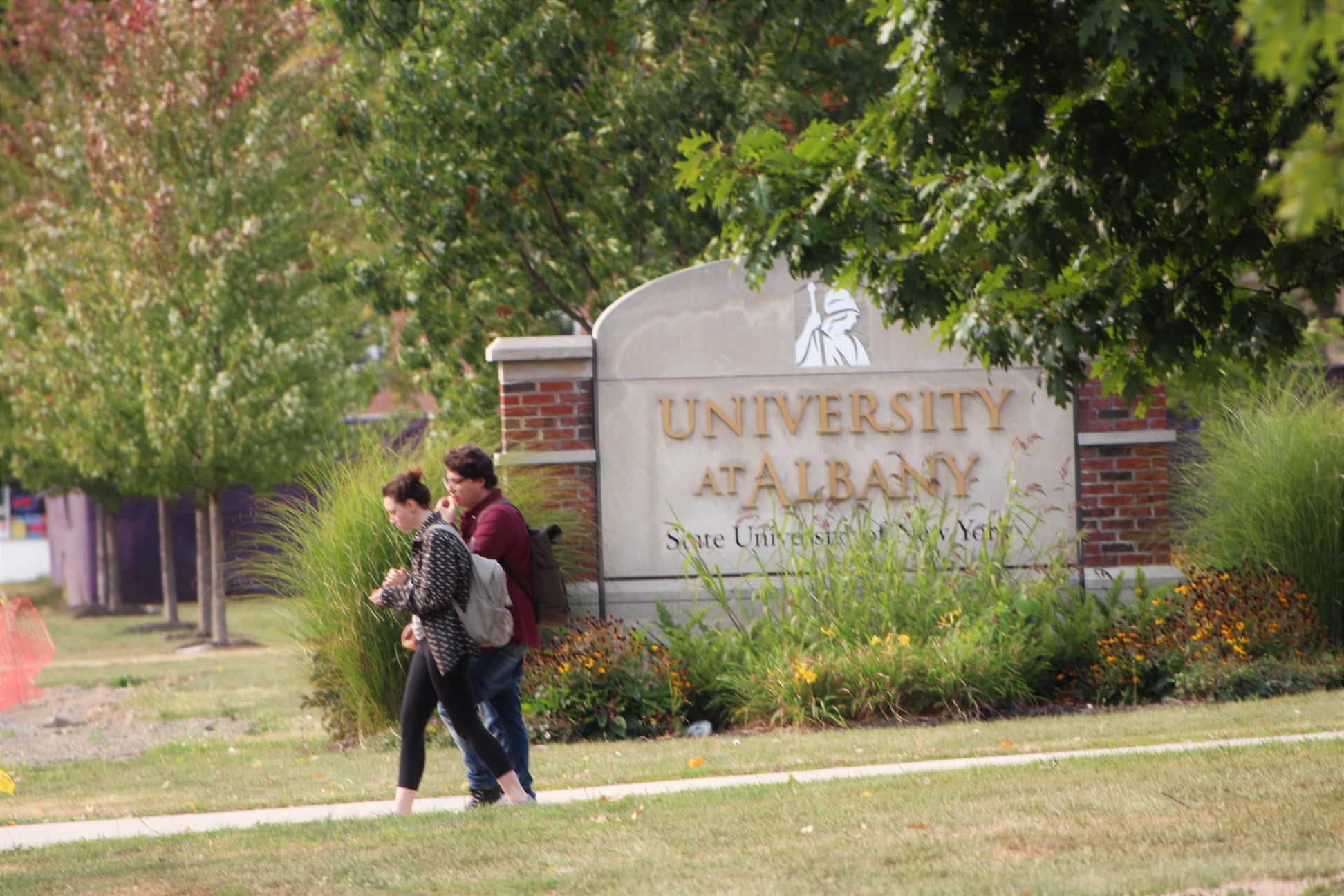
Downtown Campus
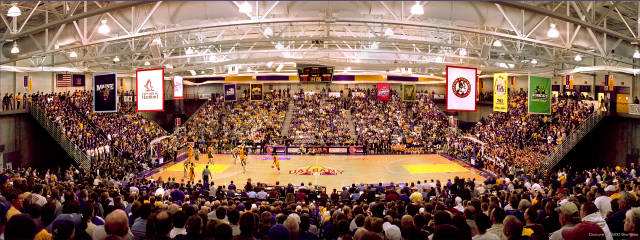
체육관
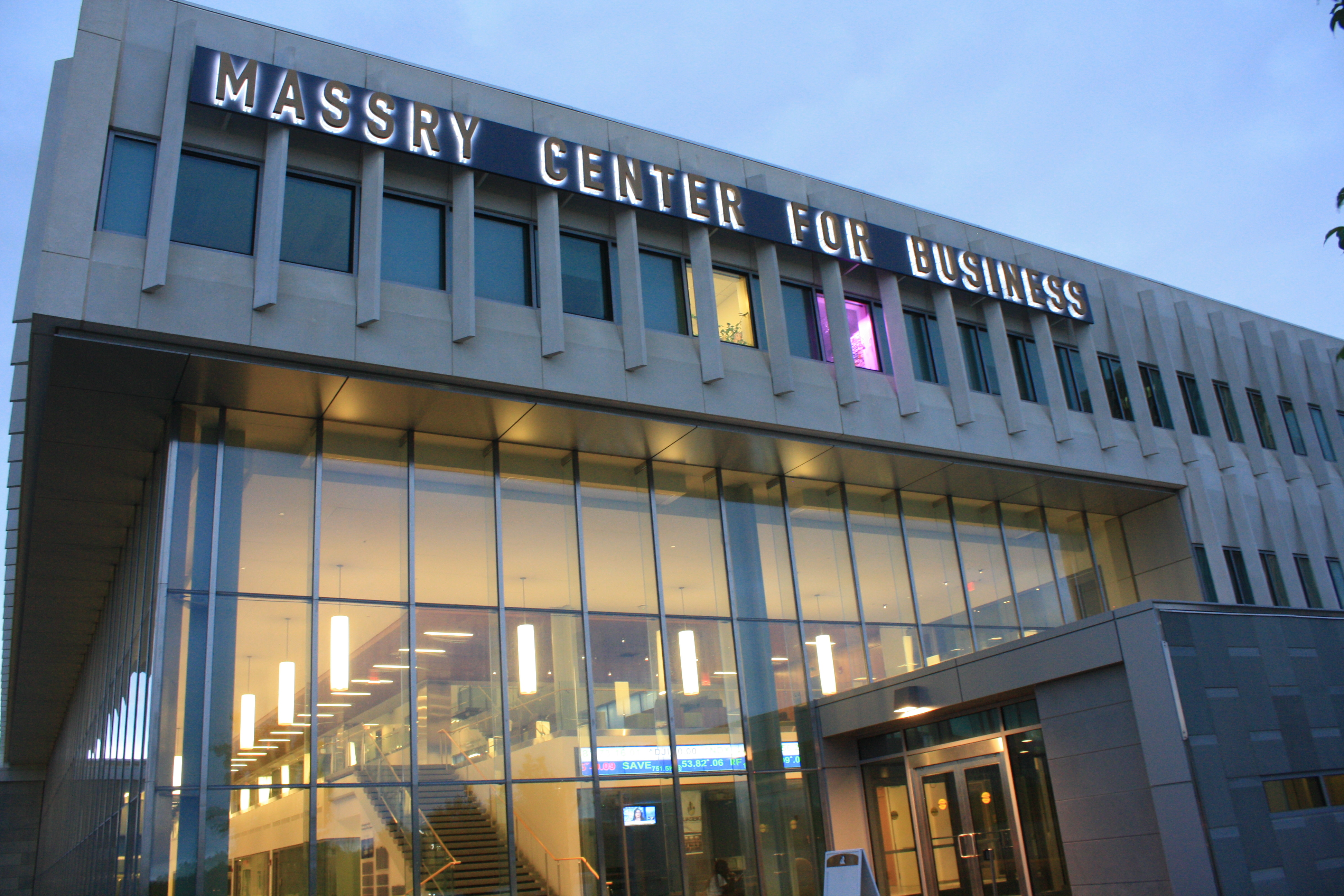
Massry Center for Business